# St. Osyth Heath
St Osyth Heath is een gehucht in het bestuurlijke gebied Tendring, in het Engelse graafschap Essex. Het maakt deel van de civil parish St. Osyth. Een bron meldt dat het gehucht voorheen ook wel bekendstond als Chisbon Heath, naar een achttiende-eeuws huis, dat op de Britse monumentenlijst staat.